# Task Force (Militär)
Task Force (TF) oder Einsatzgruppe, auch Taskforce, ist eine ursprünglich militärische Bezeichnung für einen temporären Zusammenschluss von verschiedenen Einheiten der US Navy und stammt aus der Zeit des Zweiten Weltkrieges. Eine Einsatzgruppe wird zur Durchführung eines bestimmten Auftrages zusammengestellt.
Im deutschen Sprachraum finden sich neben Einsatzgruppe auch die Begriffe Kampfgruppe, Kampfverband oder Einsatzverband.
Ergänzt wird der Begriff Task Force meist durch einen Zusatz, der aus Zahlen oder Begriffen bestehen kann. Diese Nomenklatur dient nicht nur zur Unterscheidung gleichartiger TFs, sondern gibt oft auch Auskunft über den Einsatzraum, genutzt wird bspw. der Name des Stationierungsortes, oder die übergeordnete Operation, in deren Rahmen die TF eingesetzt ist. 
Besteht eine TF aus einer Mischung von Teileinheiten verschiedener Teilstreitkräfte (Land-, Luft-, Seestreitkräfte) so wird sie als Joint Task Force oder streitkräftegemeinsame Einsatzgruppe bezeichnet.
Eine TF hat in der Regel eine Größe von Bataillons- bis Brigadestärke und kann im Rahmen von internationalen Einsätzen auch aus Teileinheiten verschiedener Nationen bestehen.

## Verschiedene Task-Forces (Auswahl)
- Extended Air Defence Task Force (EADTF)
- Force H
- Force K
- Task Force (United States Navy)
- Fast Carrier Task Force (Task Force 38, Task Force 58)
- Task Force 11 (Task Force 121, Task Force 6-26, Task Force 145 und Task Force 77)
- Task Force 47
- Task Force 88
- Task Force 160
- Task Force 373
- Task Force ALBA
- Task Force Barker
- Unified Task Force (UNITAF)
- Combined Joint Task Force – Operation Inherent Resolve